# Marleen Kadenbach
Marleen Sophie Kadenbach (* 20. August 1997 in Hamburg) ist eine deutsche Handballspielerin, die für den Zweitligisten HL Buchholz 08-Rosengarten aufläuft.

## Karriere
Marleen Kadenbach spielte in der Jugend für die JSG Alstertal/Norderstedt. Zusätzlich gehörte die Rückraumspielerin dem Kader der Hamburger-Landesauswahl an, mit der sie 2013 den dritten Platz beim DHB-Länderpokal belegte. In der Spielzeit 2014/15 lief sie für die JSG Alstertal/Norderstedt in der A-Juniorinnen Handball-Bundesliga auf. In derselben Spielzeit gewann sie mit der A-Jugend den Hamburger Pokal.
Kadenbach schloss sich im Sommer 2015 dem Drittligisten SV Henstedt-Ulzburg an. Mit dem SVHU erreichte sie in der Saison 2015/16 das Achtelfinale im DHB-Pokal. In der Saison 2017/18 belegte Kadenbach mit 140 Treffern den zweiten Platz in der Torschützenliste der 3. Liga. Im Sommer 2018 wechselte sie zum spanischen Erstligisten CH Canyamelar Valencia. Im Januar 2019 schloss sich Kadenbach dem deutschen Zweitligisten HL Buchholz 08-Rosengarten an. Mit HL Buchholz 08-Rosengarten stieg sie 2020 in die Bundesliga auf. Kadenbach erzielte 101 Treffer in der Bundesligasaison 2021/22. Ab dem Sommer 2022 stand sie beim Zweitligisten ESV 1927 Regensburg unter Vertrag. Im Sommer 2024 kehrte sie zu den HL Buchholz 08-Rosengarten zurück.